# Национални парк планине Куре
Национални парк планине Куре (турски: Küre Dağları Milli Parkı), у црноморском региону Турске, основан је 2000. године. Национални парк се простире преко планинског венца планине Куре и налази се у провинцијама Кастамону и Бартин. Налази се у границама Црноморског региона, протежући се од западне обале реке Бартин до источне обале реке Кизил, простирући се на 300 километара. Национални парк Куре планине је један од 41 националног парка у Турској, који покрива 80.000 хектара заштићеног подручја са разноврсним рељефом и екосистемима. Унутар његових граница налази се централна зона од 37.753 хектара са просечном надморском висином од 500 м.
Национални парк Куре планине има разнолик пејзаж и разнолику топографску структуру која садржи богатство станишта и екосистема. Значај парка лежи у његовим богатим биодиверзитетима, стаништима, кањонима, пећинама, фонтанама, водопадима, културним вредностима. Поред природних богатстава, овај национални парк је дестинација за екотуризам у Турској, привлачећи посетиоце фолклорним вредностима и присуством традиционалних дрвених кућа.
Национални парк Куре планине је природно заштићено подручје, једно од највећих заштићених подручја у Турској, са формацијама старих шума. Сматра се угроженим „влажним шумским екосистемом под утицајем црноморске климе“ који обухвата разноврсна станишта као што су мешовите шуме јеле и букве, морска и приобална станишта, травњаци и каменита подручја. Такође је препозната као једна од 100 шумских жаришта Европе којима је потребна заштита, јер спада у 200 еко-региона, које је идентификовала Светска фондација за природу WWF.

## Историја
Године 1988, Национални парк Куре планине је проглашен једним од приоритетних подручја за заштиту од стране Светског фонда за природу (WWF), уз допринос турског одељења.
Од 1998. до 2000. године, турско Министарство шумарства спроводило је „Пројекат о управљању националним парковима и заштићеним подручјима, очувању биолошке разноликости и руралном развоју“ у оквиру Програма Уједињених нација за развој (UNDP) и Организације за храну и пољопривреду Уједињених нација. У оквиру овог пројекта, започета је фаза конзервације у овом подручју. Парк је основан 7. јула 2000. године.
Планине Куре налазе се између умерених шума Северне Анадолије и Источног црноморског планинског система. Од овог простора, око 37.000 хектара је проглашено за „Национални парк“, са примарним циљем очувања природе и заштитне зоне. Термин „тампон зона“ је укључен у турску агенду заштите природе и стављен је под званичну заштиту 2000. године. Као резултат ових напора, Управа националног парка Куре планине надгледа управљање националним парком. Делује под надлежношћу Регионалне дирекције за шумарство и водопривреду у Синопу, која спада под Генералну дирекцију за заштиту природе и националне паркове Министарства шумарства и водопривреде. 

## Екотуризам
Регион планина Куре је национално и међународно познат по свом богатом биодиверзитету и формацијама старих шума, што га чини важном дестинацијом за еко-туристичке групе које посећују ово подручје. Са проглашењем националног парка, развој туризма у Националном парку почео је почетком 2000-их, што је изазвало забринутост због недостатка адекватних инфраструктурних услуга од стране турске владе. Као одговор на овај проблем, Екотуристички пројекат планина Куре WWF-а у Турској и Екотуристички пројекат села Зумрут успешно су радили на управљању екотуризмом у заштићеним подручјима Турске. Уз ове пројекте, локално становништво и заштитници природе били су укључени у подршку заштити своје животне средине. Екотуристички пројекти су отворили нове могућности за запошљавање и алтернативне изворе прихода који су били компатибилни са образовањем, подизањем свести и одрживим управљањем ресурсима за ове локалне заједнице.

### Догађаји
Године 2001, основан је Екотуристички центар Пинарбаси који пружа курсеве туристичке обуке и који је издао 20 локалних водича кроз природу. Након овог догађаја, 2002. године, објављене су екотуристичке мапе-водичи како би се домаћи и међународни посетиоци информисали о мултифункционалним шумама у планинама Куре. Током периода од 2001. до 2006. године, пројекат је омогућио кампање за подизање свести о одрживом коришћењу шума и ангажовао локалне заједнице у управљању националним парком, идентификујући могућности екотуризма као што су посматрање дивљих животиња и пешачење. Екотуристичке активности су генерисале приход, посебно у корист жена, шумара и незапослене омладине, пружајући алтернативне изворе прихода и унапређујући ангажовање заједнице у заштити природе. Ови напори ће касније довести до процеса верификације Мреже заштићених подручја (PAN Parks).
У априлу 2012. године, парк је проглашен сертификованим парком мреже заштићених подручја (PAN Parks) као део пројекта „Унапређење система управљања заштићеним шумским подручјима у Турској“, који је подржао Глобални фонд за животну средину (GEF). Према овим одредбама, добро управљана заштићена подручја спроводе успешне рекреативне и туристичке активности како би се очувала природна добра националног парка и културно богатство његових аутентичних фолклорних карактеристика.

### Активности
- Посматрање дивљих животиња
- Пешачење
- Јахање коња
- Брдски бициклизам
- Спелеологија
- Кањонинг
- Пењање по стенама

## Биодиверзитет
Планине Куре су познате као једно од подручја Турске са најбогатијим кањонима и пећинама, што је одиграло значајну улогу у одлуци да се ово подручје и његова околина прогласе националним парком. Парк пружа богату разноликост станишта и формација старих шума, што има значајну друштвену и еколошку вредност. Планински венац се истиче као један од најразноврснијих у западном црноморском региону Турске, посебно је познат по богатој флори и вегетацији. Служи као вредан извор података за разумевање еколошких карактеристика и конкурентских способности различитих врста дрвећа.
У западном сектору планина Куре идентификовано је укупно 122 значајна биљна подручја. Постоји 157 ендемских врста, од којих се 59 налази на црвеној листи и 45 биљних таксона класификованих као угрожене, од којих је 32 класификовано као ретке врсте. Заштићено подручје је такође дом за 48 од 160 врста сисара.

## Галерија
Национални парк Куре планине